# Vorstenopstand
De Vorstenopstand (Duits: Fürstenaufstand of Fürstenkrieg), ook wel bekend als de Tweede Schmalkaldische Oorlog, was een opstand in 1552 van een aantal lutherse rijksvorsten tegen keizer Karel V.
Historici zijn het oneens of de oorlog hetzelfde jaar werd voltooid met het Verdrag van Passau in augustus, of voortsleepte tot de Godsdienstvrede van Augsburg in september 1555. De protestantse vorsten werden gesteund door koning Hendrik II van Frankrijk, die katholiek was, maar de gelegenheid wilde uitbuiten om zijn territorium uit te breiden in hedendaags Lotharingen.
De oorlog kan worden gezien als een voortzetting van de Eerste Schmalkaldische Oorlog (1546–1547), waarin Karel V en keurvorst Maurits van Saksen samen de Schmalkaldische Bond versloeg, bestaande uit vrijwel dezelfde Duitse protestantse vorsten. Dit eerdere conflict werd beslecht met het Interim van Augsburg, doe beide kampen ontevreden achterliet, vooral de vorsten die, afgezien van het verkrijgen van enkele concessies, gedwongen werden om zichzelf en hun bevolking opnieuw tot het katholicisme te bekeren. Onder leiding van Maurits van Saksen, die eerst nog hun vijand was, wisten de protestantse vorsten Karel V uit het Heilige Roomse Rijk te verdrijven. Met Karels broer Ferdinand sloten ze vervolgens het Verdrag van Passau, waarin de uitvoering van het interim werd uitgesteld.

## Voorgeschiedenis

### Karels overwinning
In 1547 versloeg keizer Karel V de Schmalkaldische Bond, een organisatie van protestantse vorsten, na een korte oorlog. De keizer zette de leiders van de bond, landgraaf Filips I van Hessen en keurvorst Johan Frederik I van Saksen, gevangen en schonk het grootste deel van de landen van Johan Frederik aan zijn bondgenoot Maurits van Saksen. Op de eerstvolgende Rijksdag in Augsburg vaardigde Karel V het Augsburger interim uit. Hierin stelde de keizer dat de protestanten het katholieke geloof opnieuw moesten aanvaarden, hoewel hij wel een aantal concessies deed om aan de protestanten tegemoet te komen. Een algemeen concilie moest de godsdienstproblemen definitief oplossen.

### Protestants verzet
Het interim werd door de meeste protestantse theologen verworpen. Luthers rechterhand Philipp Melanchthon probeerde met het interim van Leipzig het interim van Augsburg aan te passen zodat het beter bij de Lutherse leer aansloot. Tegelijkertijd waren veel Noord-Duitse vorsten ontevreden over Karels heerschappij. De hertogen van Pruisen, Brandenburg-Küstrin en Mecklenburg, sloten een bondgenootschap tegen de keizer. De stad Maagdenburg, waarvan de raad zich weigerde te onderwerpen aan de keizer, werd een symbool van het protestantse verzet. Maurits van Saksen had van de keizer de opdracht gekregen om de stad in te nemen. Als Karels belangrijkste bondgenoot voelde Maurits zich door het nieuwe bondgenootschap bedreigd en begon toenadering tot de anti-keizerlijke alliantie te zoeken.
Daarnaast was ook Maurits ontevreden met een aantal van Karels acties. Tijdens de Schmalkaldische Oorlog had hij namelijk zijn schoonvader, Filips van Hessen, zijn erewoord gegeven dat hem niets zou overkomen als hij zich aan de keizer overgaf. Karel nam Filips echter meteen na de oorlog gevangen. Maurits bleef de keizer tevergeefs vragen om zijn vrijlating.

## De oorlog
De Saksische keurvorst Maurits speelde een sleutelrol in de opstand. De stad Maagdenburg, die geweigerd had om het Interim van Augsburg te gehoorzamen, diende gestraft te worden. Handelend op bevel van de keizer marcheerde Maurits aan het hoofd van een leger naar Maagdenburg, maar in plaats daarvan verbond hij zich met de stad en 's keizers tegenstanders. De Franse koning had najaar 1551 reeds de westoever van de Boven-Rijnse Laagvlakte veroverd. De troepen van de geallieerde vorsten veroverden spoedig de zuid-Duitse steden die nog trouw waren gebleven aan de keizer en in maart 1552 rukten zij op tot in Tirol. De katholieke rijksstanden benadrukten dat ze neutraal waren in dit conflict, omdat het niet in hun belang was om de macht van de keizer te vergroten. Keizer Karel V ontsnapte ternauwernood aan gevangenneming in Innsbruck en vluchtte naar Villach om nieuwe troepen te verzamelen. Ondertussen was zijn broer Ferdinand met Maurits en de andere protestantse vorsten aan het onderhandelen.

## Consequenties
In Passau tekenden beide partijen in augustus 1552 het Verdrag van Passau. De opstandige vorsten gaven hun bondgenootschap met Frankrijk op en de keizerlijken lieten hun gevangenen vrij. Inzake de godsdienstkwestie trachtten ze een compromis te formuleren, dat de basis zou vormen van de Godsdienstvrede van Augsburg van 1555. De Franse annexatie van Trois-Évêchés werd pas in 1648 erkend nadat keizerlijke pogingen tot herovering van de drie bisdommen in Lotharingen waren mislukt.